# Kuros z Sunion
 Kuros z Sunion – marmurowa attycka rzeźba przedstawiająca nagiego młodzieńca (kuros) datowana na ok. 600 p.n.e., znajdująca się obecnie w zbiorach Narodowego Muzeum Archeologicznego w Atenach.
Kuros z Sunion ma 3,05 m wysokości, umieszczony jest na prostokątnym cokole o wymiarach 0,98×0,80 m. Został odkopany w 1906 roku przed świątynią Posejdona na przylądku Sunion. Rzeźba zachowała się z poważnymi ubytkami, zaginęły cała lewa noga i prawa powyżej kolana (zostały one odtworzone podczas renowacji), a także lewa ręka poniżej ramienia. Lewa strona twarzy i fragment prawej ręki są uszkodzone. Wyraźne ślady erozji na powierzchni posągu świadczą, że przez długi czas stał on na wolnym powietrzu.
Rzeźba przedstawia klasycznego kurosa, wykonanego z zachowaniem zasady frontalności. Młodzieniec stoi z lewą nogą lekko wysuniętą do przodu, z rękami opuszczonymi wzdłuż ciała i zaciśniętymi w pięści dłońmi opartymi na udach. Długie włosy z lokami opadają na plecy, na czole związane są przepaską. Oczy postaci są duże, podbródek wyraźnie zaznaczony. Widoczne są pewne innowacje stylistyczne w stosunku do typowych kurosów z tego okresu: staranny modelunek mięśni brzucha i pleców oraz brak archaicznego uśmiechu na twarzy.